# Luca Salsi

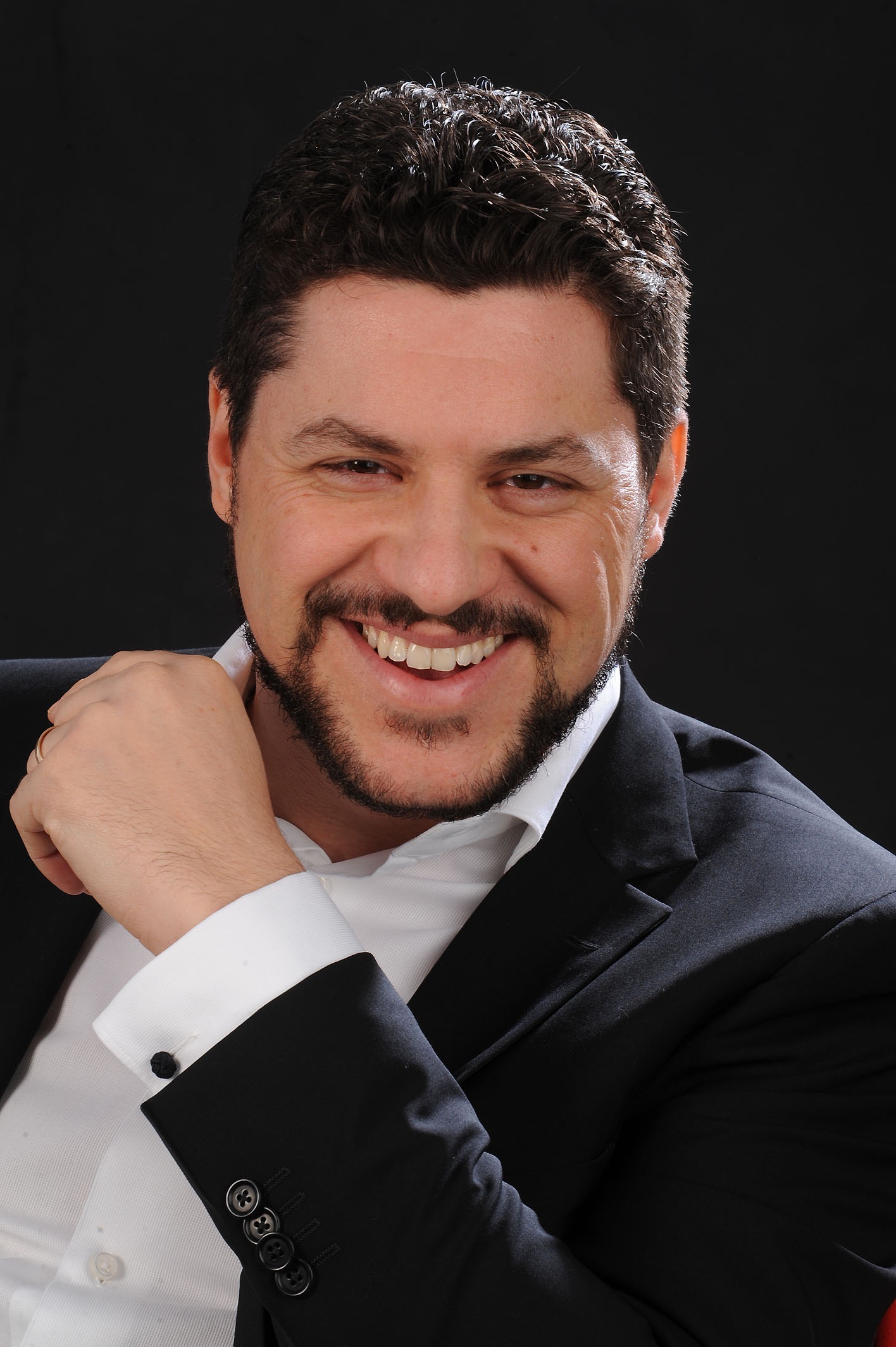
Luca Salsi

Luca Salsi (* 19. März 1975 in San Secondo Parmense) ist ein italienischer Bariton, der insbesondere für sein Verdi-Repertoire bekannt ist.

## Leben
Luca Salsi studierte am Conservatorio di Musica Arrigo Boito in Parma bei der Sopranistin Lucetta Bizzi und an der Accademia Rossiniana bei Alberto Zedda. Er besuchte Meisterklassen u. a. bei Carlo Meliciani.
Sein Debüt gab er 1997 am Teatro Comunale di Bologna mit der Oper La scala di seta von Gioachino Rossini und hatte hier weitere Engagements. Im Jahr 2000 gewann er den erstmals seit fünfundzwanzig Jahren vergebenen ersten Preis beim Viotti Festival in Vercelli und im selben Jahr sang er den Leporello beim Bassano Festival, den Guglielmo in Cagliari und in Bologna den Antonio in Rossinis Il viaggio a Reims. Später trat er in Il barbiere di Siviglia von Rossini in Neapel und auf Einladung von Plácido Domingo an der Washington National Opera in Le nozze di Figaro von Mozart auf.
Nach dem Gewinn des ersten Preises beim Viotti Festival begann für Luca Salsi eine schnelle und erfolgreiche Karriere, die ihn in kurzer Zeit an einige der größten Bühnen der Welt führte: die Metropolitan Opera in New York City, das Teatro alla Scala in Mailand, das Royal Opera House in London, die Washington National Opera, die Salzburger Festspiele, die Los Angeles Opera, die Staatsoper Unter den Linden in Berlin, die Bayerische Staatsoper in München, das Gran Teatre del Liceu in Barcelona, das Opernfestival Maggio Musicale Fiorentino in Florenz, das Teatro dell’Opera in Rom, das Teatro Regio in Parma, das Teatro San Carlo in Neapel, das Teatro Filarmonico in Verona, das Teatro Massimo in Palermo, das Festival Puccini in Torre del Lago bei Viareggio, das Concertgebouw in Amsterdam und das Teatro Real in Madrid.
Er arbeitete mit bedeutenden Dirigenten wie James Conlon, Riccardo Muti, James Levine, Daniele Gatti, Placido Domingo, Gustavo Dudamel, Nicola Luisotti, Renato Palumbo, Donato Renzetti und Alberto Zedda sowie mit renommierten Regisseuren wie Robert Carsen, Hugo De Ana, Antony Minghella, Werner Herzog, Franco Zeffirelli und David McVicar zusammen.
In der Saison 2012/2013 gab er sein Debüt im Gran Teatre del Liceu in Barcelona als Don Carlo in La forza del destino von Verdi, gefolgt von weiteren wichtigen Debüts in Verdi-Rollen wie Macbeth, als Conte di Luna in Il trovatore, als Francesco Foscari in I due Foscari und Nabucco im Teatro dell’Opera in Rom unter der Leitung von Riccardo Muti. Er eröffnete die Saison 2013/2014 des Chicago Symphony Orchestra mit Macbeth, unter der Regie von Riccardo Muti.
Weitere Verpflichtungen in den letzten Spielzeiten waren: Un ballo in maschera in Bologna, Lucia di Lammermoor und Don Carlo an der Metropolitan Opera in New York City, La traviata in Turin, London und München, Nabucco in Verona, Macbeth und Nabucco in Barcelona, Rigoletto in Madrid, I due Foscari an der Mailänder Scala, Falstaff in Chicago und Macbeth in Stockholm (beide unter der Leitung von Riccardo Muti), Nabucco und Rigoletto in Rom, Ernani und Il templario bei den Salzburger Festspielen.
Besondere Aufmerksamkeit bei Opernliebhabern und Presse erlangte Luca Salsi im April 2015, als er eine viertel Stunde vor Beginn der Aufführung einen indisponierten Plácido Domingo in einem Nachmittagsrezital von Ernani an der Metropolitan Opera in New York ersetzte und am Abend wie geplant in einer Aufführung von Donizettis Lucia di Lammermoor den Lord Enrico Ashton gab. Die internationale Presse feierte ihn als „Superbariton“.
Luca Salsi ist insbesondere für sein umfangreiches Verdi-Repertoire bekannt. Auf die Frage der Zeitung Corriere della Sera, „Was bedeutet es im Land von Verdi aufzuwachsen?“, antwortete Salsi 2016:

“Sono nato e cresciuto in due cittadine nella provincia di Parma. Verdi è il mio primo datore di lavoro, a Parma la gente fischietta le sue arie per strada, è come se fosse uno di famiglia e lo potessi incontrare da un momento all’altro.”

„Ich bin in zwei Städten in der Provinz Parma geboren und aufgewachsen. Verdi ist mein erster Arbeitgeber, in Parma pfeifen die Leute seine Arien auf der Straße, es ist wie eine Familie und ich könnte ihn jederzeit treffen.“

In der Spielzeit 2016/2017 gab Luca Salsi sein Debüt in der Rolle des Carlo Gérard in Andrea Chénier (gemeinsam mit Jonas Kaufmann und Anja Harteros) an der Bayerischen Staatsoper in München, spielte den Rigoletto in Amsterdam (in einer neuen Produktion von Damiano Michieletto) und gab den Amonasro in Aida bei den Salzburger Festspielen, wieder unter der Leitung von Riccardo Muti. Im Oktober 2017 erfolgte sein Debüt in der Rolle des Scarpia in Tosca am Teatro dell’Opera in Rom.
Zur Saisoneröffnung 2017/2018 übernahm er die Rolle von Carlo Gérard in der Oper Andrea Chénier am Teatro alla Scala, wozu er vom Dirigenten Riccardo Chailly ausgewählt worden war. An der Metropolitan Opera in New York City war er in Il trovatore von Verdi, Lucia di Lammermoor von Donizetti und Luisa Miller von Verdi zu hören.
Im Zeitraum 2018 bis 2023 gab er u. a.
- den Nabucco in Giuseppe Verdis Nabucco an der Wiener Staatsoper, dem Opernhaus Zürich und in der Arena di Verona
- den Macbeth in Giuseppe Verdis Macbeth an der Mailänder Scala, am Teatro La Fenice, dem Teatro di San Carlo, dem Teatro Regio di Parma, der Wiener Staatsoper, der Staatsoper Unter den Linden, bei der Fondazione del Teatro del Maggio Musicale Fiorentino in Florenz und beim Ravenna Festival
- den Don Carlo in Giuseppe Verdis Ernani ań der Mailänder Scala
- den Giorgio Germont in Giuseppe Verdis La traviata an der Opéra National de Paris, der Metropolitan Opera, in der Arena di Verona und beim Macerata Opera Festival
- den Rodrigo in Giuseppe Verdis Don Carlos am Teatro Comunale di Bologna, der Mailänder Scala und dem Teatro Real de Madrid
- den Renato in Giuseppe Verdis Un ballo in maschera an der Deutsche Oper Berlin, im Teatro di San Carlo, der Mailänder Scala und mit dem Chicago Symphony Orchestra
- den Miller in Giuseppe Verdis Luisa Miller an der Metropolitan Opera
- den Lord Enrico Asthon in Gaetano Donizettis Lucia di Lammermoor an der Metropolitan Opera
- den Graf Luna in Giuseppe Verdis Il trovatore an der Metropolitan Opera, im Teatro di San Carlo und in der Arena di Verona
- den Baron Scarpia in Giacomo Puccinis Tosca an der Mailänder Scala, der Wiener Staatsoper, der Metropolitan Opera, der Bayrische Staatsoper, der Opéra National de Paris, am Teatro Real de Madrid, bei den Salzburger Festspielen, in der Arena di Verona und bei der Fondazione Teatri di Piacenza
- den Simon Boccanegra in Giuseppe Verdis Simon Boccanegra bei den Salzburger Festspielen und der Fondazione Petruzzelli in Bari
- den Jago in Giuseppe Verdis Otello an der Bayrische Staatsoper, beim Festival del Maggio Musicale Fiorentino in Florenz und mit den Berliner Philharmonikern
- den Carlo Gérard in Umberto Giordanos Andrea Chénier an der Wiener Staatsoper
- den Sir John Falstaff in Giuseppe Verdis Falstaff bei der Fondazione Teatri di Piacenza
- den Rigoletto in Giuseppe Verdis Rigoletto am Teatro La Fenice, der Metropolitan Opera und in der Arena di Verona
- den Amonasro in Giuseppe Verdis Aida an der Metropolitan Opera, der Wiener Staatsoper, bei den Salzburger Festspielen und in der Arena di Verona
- den Ernesto in Vincenzo Bellinis Il Pirata am Teatro di San Carlo in Neapel und
- den Francesco Foscari in Giuseppe Verdis I due Foscari am Teatro La Fenice in Venedig.

## Repertoire (Auswahl)
| Rolle                                | Oper                    | Komponist               |
| ------------------------------------ | ----------------------- | ----------------------- |
| Sir Riccardo Forth                   | I puritani              | Vincenzo Bellini        |
| Noye                                 | Noye’s Fludde           | Benjamin Britten        |
| Michonnet                            | Adriana Lecouvreur      | Francesco Cilea         |
| Belcore                              | L’elisir d’amore        | Gaetano Donizetti       |
| Lord Enrico Ashton                   | Lucia di Lammermoor     | Gaetano Donizetti       |
| Carlo Gérard Mathieu Pietro Fléville | Andrea Chénier          | Umberto Giordano        |
| Valentine                            | Faust                   | Charles Gounod          |
| Silvio                               | Pagliacci               | Ruggero Leoncavallo     |
| Coudal                               | Sapho                   | Jules Massenet          |
| Giorgio                              | Verter                  | Johann Simon Mayr       |
| Figaro                               | Le nozze di Figaro      | Wolfgang Amadeus Mozart |
| Leporello                            | Don Giovanni            | Wolfgang Amadeus Mozart |
| Guglielmo                            | Così fan tutte          | Wolfgang Amadeus Mozart |
| Briano di Bois-Guilbert              | Il templario            | Otto Nicolai            |
| Frank                                | Edgar                   | Giacomo Puccini         |
| Lescaut                              | Manon Lescaut           | Giacomo Puccini         |
| Marcello Schaunard                   | La Bohème               | Giacomo Puccini         |
| Sharpless                            | Madama Butterfly        | Giacomo Puccini         |
| Gianni Schicchi                      | Gianni Schicchi         | Giacomo Puccini         |
| Scarpia                              | Tosca                   | Giacomo Puccini         |
| Blansac                              | La scala di seta        | Gioachino Rossini       |
| Figaro                               | Il barbiere di Siviglia | Gioachino Rossini       |
| Antonio Don Alvaro                   | Il viaggio a Reims      | Gioachino Rossini       |
| Raimbaud                             | Le comte Ory            | Gioachino Rossini       |
| Nabucco                              | Nabucco                 | Giuseppe Verdi          |
| Don Carlo                            | Ernani                  | Giuseppe Verdi          |
| Francesco Foscari                    | I due Foscari           | Giuseppe Verdi          |
| Ezio                                 | Attila                  | Giuseppe Verdi          |
| Macbeth                              | Macbeth                 | Giuseppe Verdi          |
| Seid                                 | Il corsaro              | Giuseppe Verdi          |
| Rolando                              | La battaglia di Legnano | Giuseppe Verdi          |
| Miller                               | Luisa Miller            | Giuseppe Verdi          |
| Rigoletto                            | Rigoletto               | Giuseppe Verdi          |
| Conte di Luna                        | Il trovatore            | Giuseppe Verdi          |
| Giorgio Germont                      | La traviata             | Giuseppe Verdi          |
| Renato                               | Un ballo in maschera    | Giuseppe Verdi          |
| Don Carlo di Vargas                  | La forza del destino    | Giuseppe Verdi          |
| Rodrigo di Posa                      | Don Carlo               | Giuseppe Verdi          |
| Amonasro                             | Aida                    | Giuseppe Verdi          |
| Ford                                 | Falstaff                | Giuseppe Verdi          |
| Ludwig VI                            | Euryanthe               | Carl Maria von Weber    |
| Omar                                 | Maometto                | Peter von Winter        |

## Diskografie
- Ernani von Giuseppe Verdi, dirigiert von Riccardo Muti, Orchester und Chor des Teatro dell’Opera di Roma[12]
- Nabucco von Giuseppe Verdi, dirigiert von Riccardo Muti, Orchester und Chor des Teatro dell’Opera di Roma[13]
- I due Foscari von Giuseppe Verdi, dirigiert von Riccardo Muti, Orchester und Chor des Teatro dell’Opera di Roma[14]

## Filmografie
| Oper                    | Besetzung                                                         | Dirigent          | Regisseur           |
| ----------------------- | ----------------------------------------------------------------- | ----------------- | ------------------- |
| Falstaff                | Ambrogio Maestri, Antonio Gandia, Luca Casalin, Patrizio Saudelli | Andrea Battistoni | Sthepen Medcalf     |
| Il corsaro              | Bruno Ribeiro, Andrea Papi, Irina Lungu                           | Carlo Montanaro   | Lamberto Puggelli   |
| Il barbiere di Siviglia | Ketevan Kemoklidze, Dmitry Korchak                                | Andrea Battistoni | Stefano Vizioli     |
| Nabucco                 | Francesco Meli, Riccardo Zanellato, Tatiana Serjan, Anna Malavasi | Riccardo Muti     | Jean-Paul Scarpitta |